# Porfiria
Las porfirias son un grupo heterogéneo de enfermedades metabólicas, generalmente hereditarias, ocasionadas por un déficit de las enzimas que intervienen en la biosíntesis del grupo hemo (componente de la hemoglobina, parte esencial de los glóbulos rojos).
Se caracterizan por una sobreproducción y acumulación de las llamadas porfirinas y de precursores como ALA (ácido delta aminolevulínico) y PBG (porfobilinógeno). En 1930, Hans Fischer describió a las porfirinas de una forma muy sencilla: «Son los compuestos que hacen la hierba verde y la sangre roja».
Las principales fábricas de porfirinas del organismo son el hígado y la médula ósea. En esta, se sintetizan altas cantidades de grupo hemo para producir suficiente hemoglobina, sustancia necesaria para el transporte de oxígeno. En el hígado, el hemo se utiliza para formar otras sustancias que fundamentalmente sirven para desintoxicar.
El término proviene del griego πορφύρα, porfyra, que significa ‘pigmento púrpura’. Es probable que el nombre haya sido una referencia a la coloración que adquieren algunos fluidos corporales durante un ataque. Si bien las descripciones originales se atribuyen a Hipócrates, la explicación bioquímica de la enfermedad fue obra de Felix Hoppe-Seyler en 1874, y las porfirias agudas fueron descritas por el médico neerlandés B.J. Stokvis en 1889.

## Tipos de porfirias
Existen siete tipos principales y distintos de porfirias. Cada una está originada por un defecto (hipoactividad) en la actividad de una de las siete enzimas que participan en la cadena de biosíntesis o ruta metabólica del grupo hemo. Dependiendo del tejido en que predomina el defecto metabólico, se clasifican como:
- Porfirias hepáticas.
- Porfirias eritropoyéticas.

## Porfirias hepáticas
La herencia de estas porfirias es autosómica dominante (a excepción de la porfiria de Doss). Simplificadamente se puede decir que en tales casos basta con que uno de los padres sea portador del defecto para que cada uno de sus hijos tenga un 50 % de probabilidad de heredar tal hipoactividad enzimática. Atendiendo a las posibles presentaciones clínicas, se distinguen tres grupos:
1. Porfiria aguda intermitente (PAI), plumboporfiria o porfiria de Doss: presentan síntomas agudos y no dérmicos.
2. Porfiria cutánea tarda (PCT): presenta síntomas cutáneos y no agudos.
3. Coproporfiria hereditaria (CPH) y porfiria variegata (PV): porfirias mixtas que pueden presentar síntomas agudos o dérmicos.

Son enfermedades complejas, de pronóstico diferente (a veces impredecible) que se presentan con una gran variedad de signos y síntomas. No obstante, es preciso advertir que la gran mayoría de los portadores del defecto genético permanecerá asintomático durante toda su vida. En el 100 % de los casos de PAI los síntomas son agudos y no hay problemas de fotosensibilidad. La porfiria aguda de Doss —o plumboporfiria— es extremadamente rara y los síntomas son similares a la PAI. En la PV la mayoría de los pacientes presentan síntomas agudos y síntomas cutáneos, pero alguno puede presentar una única forma de expresividad clínica. Los síntomas son predominantemente agudos en la CPH, ya que menos de un 15 % de los pacientes tiene síntomas cutáneos, o ambos.

### Porfirias agudas (PA)
Las porfirias agudas pueden cursar con crisis o ataques cuyo cuadro clínico suele ser confuso, consecuente con una disfunción global del sistema nervioso (autónomo, central y periférico), presentando náuseas, vómitos, constipación, dolor abdominal, neuropatías y desórdenes neurológicos. También se pueden observar alteraciones en el ritmo cardiaco debido a la alteración del SNA. La mayoría de estas crisis requiere hospitalización y la instauración inmediata de tratamiento (arginato de hemina y sobrecarga de glucosa).

#### Porfiria aguda intermitente (PAI)
Es la forma más frecuente de las porfirias agudas. Ha sido denominada también «porfiria sueca» por la prevalencia en ese país (1/1000). Se estima en 1-2/15 000 su prevalencia general. En España no se conocen datos epidémicos concretos. Aun así, se sabe que existen algunos núcleos de población donde se da una alta frecuencia de esta porfiria, por ejemplo en la Región de Murcia y en municipios de la Vega Alta del Segura, como Abarán o Blanca y también Sevilla. La PAI se asocia a un déficit de la enzima porfobilinógeno desaminasa (PBG-D), causado por una gran variedad de mutaciones (en torno a 209 en junio de 2004) en el gen que la codifica. Se presenta con herencia autosómica dominante, con penetrancia incompleta y localizado en el cromosoma 11. Menos del 10-20 % de los portadores del gen mutado presentan síntomas clínicos de la enfermedad. Como ya se mencionaba, la mayoría de los portadores permanecen asintomáticos si no concurren factores desencadenantes. La expresión de la enfermedad es más frecuente en mujeres de entre 20 y 45 años de edad. Son excepcionales los casos en la fase prepuberal. La crisis o ataque se presenta con cierta frecuencia durante el periodo premenstrual.

#### Plumboporfiria o porfiria de Doss
Es extremadamente rara. La herencia es de carácter autosómico recesivo (la madre y el padre son portadores del gen de la enfermedad, y al unirse los cromosomas de ambos, los descendientes tienen un 50 % de posibilidades de ser portadores asintomáticos, un 25 % de posibilidades de padecer la enfermedad (al recibir una «doble» herencia defectuosa) y un 25 % de ser un individuo sano). Se conocen cinco mutaciones. La actividad enzimática de la enzima ácido delta aminolevulínico deshidrasa (ALA-D) eritrocitaria se encuentra profundamente disminuida. La actividad de esta enzima está alterada en la intoxicación por plomo; de ahí que se la conozca también por plumboporfiria.

### Porfiria cutánea tarda (PCT)
La PCT es quizás la porfiria más frecuente en España. Como su nombre indica, se suele manifestar con fotosensibilidad y lesiones dérmicas de comienzo tardío, hacia los 40-50 años de edad. También suele ser denominada porfiria hepatocutánea tarda, no solo por ser una porfiria hepática sino también por la gran frecuencia con la que se asocia a un mayor o menor grado de alteración en la función del hígado. En la PCT la actividad de la enzima Uroporfirinógeno descarboxilasa hepática está disminuida.
Existen formas familiares y esporádicas. La esporádica es la más frecuente (alrededor del 80 % de los casos) y en ella la hipoactividad enzimática queda restringida al tejido hepático y puede alcanzar valores normales tras la remisión de la enfermedad. No hay afectación familiar. Se desconoce el origen de esta PCT llamada esporádica pero parece que el alcohol, los estrógenos, la sobrecarga férrica y los virus de la hepatitis inactivan la enzima en aquellos individuos predispuestos. En la PCT de tipo familiar la herencia es de carácter autosómico dominante. Existe también una PCT de origen tóxico o ambiental inducida por hidrocarburos aromáticos halogenados, algunos de los cuales pueden causar porfiria tanto en animales de experimentación como en humanos.
La PCT presenta en España una prevalencia de 1,24 casos por cada 1000 habitantes en Madrid. La sobreproducción y acúmulo de las porfirinas se detectan en plasma, orina e hígado. Este acúmulo es el responsable del síndrome dérmico: lesiones ampollosas y erosivas en zonas descubiertas, principalmente, del dorso de las manos. Estas se cubren de costras que, al desprenderse, dejan una cicatriz hiper- o hipopigmentada característica. Hay una hiperfragilidad dérmica, aún ante los más pequeños traumatismos, y no es extraña la hipertricosis (abundancia de vello). Como ya se mencionó, el síndrome dérmico suele aparecer, generalmente, alrededor de los 45 años de edad, sin distinguir de sexos, si bien hay casos precoces en el tipo familiar, en la PCT tóxica o en los casos desencadenados por anticonceptivos orales. La lesión hepática de la PCT depende más del alcohol ingerido o de la infección por virus de la hepatitis que de la propia porfiria. Por ello, su pronóstico es variable. En la PCT a la evolución de la hepatopatía contribuye, entre otras, la siderosis. El hierro inhibe la actividad del sistema enzimático cuya deficiencia origina la enfermedad. La sobrecarga férrica altera el metabolismo del hemo. La enfermedad puede remitir en algunos casos y formas cuando se suprimen los factores precipitantes. Al igual que en otras variedades de porfirias, la PCT puede presentarse en forma homocigota. En tal caso (porfiria hepatoeritropoyética) la doble herencia anómala recibida (del padre y de la madre) da lugar a un profundo defecto enzimático, a un masivo y precoz acúmulo de porfirinas y por tanto a una extrema o marcadísima fotosensibilización.

### Porfirias mixtas

#### Coproporfiria hereditaria (CPH)
Al igual que la PV puede ser mixta, es decir, manifestarse clínicamente con crisis agudas o con el síndrome clínico característico de la porfiria cutánea tarda. La enfermedad está causada por la hipoactividad de la enzima coproporfirinógeno oxidasa y se conocen 21 mutaciones distintas del gen. Es característico el aumento de la coproporfirina fecal.

#### Porfiria variegata (PV)
Se le conoce también como «porfiria sudafricana» por su elevada prevalencia entre la población blanca de dicho país (alrededor de 20 000 portadores). Se han detectado ya unas 77 mutaciones en el gen que codifica la síntesis de la enzima responsable la Protoporfirinógeno oxidasa. La mayoría de los portadores son asintomáticos. La manifestación de la enfermedad puede tener características similares a la PAI, si bien es probable que las crisis sean menos graves y frecuentes que en esta o un síndrome dérmico semejante al de la PCT (porfiria cutánea tarda). Por esta variedad de síntomas se la ha denominado «variegata». En plasma de los casos sintomáticos se detecta un pico de fluorescencia característico, lo que permite el diagnóstico rápido. Las porfirinas en heces están incrementadas. La concentración fecal de copro y protoporfirinas suelen ser aproximadamente iguales, a diferencia de lo que sucede en la Coproporfiria hereditaria, en la que se observa una presencia predominante o exclusiva de coproporfirina fecal.

## Porfirias eritropoyéticas
Las porfirias se consideran eritropoyéticas cuando el tejido en el que predomina el déficit enzimático es la médula ósea.

### Porfiria eritropoyética congénita (PEC) o porfiria de Günther
Se le considera extremadamente rara. Es de las porfirias menos frecuentes (200-300 casos en el mundo). Fue la primera porfiria descrita (Günther, 1911). Se asocia a una deficiencia muy profunda en la actividad de la enzima Uroporfirinogeno sintasa URO-gen III. La herencia es de carácter autosómico recesivo. Se han descrito 22 mutaciones del gen. Los síntomas se presentan en los primeros meses de vida. El primer signo que alarma es la orina roja (tonalidad vino tinto) que mancha el pañal del bebé. Hay una sensibilidad extrema a la luz solar que desde la infancia se manifiesta con lesiones dérmicas en las zonas expuestas. Las lesiones son intensas. Las dolorosas erosiones y las cicatrizaciones reiteradas pueden terminar originando atrofia epidérmica, esclerodermia, retracciones y destrucciones óseas y cartilaginosas, más acusadas en el rostro y en las manos. Por ello, se la conoce también como porfiria mutilante. Otro signo característico es la eritrodoncia (coloración marrón oscuro de los dientes, sobre todo de leche, por el acúmulo de porfirinas). En ocasiones existe anemia hemolítica de diversa consideración, que puede requerir transfusiones e incluso la extirpación del bazo.
En cuanto al tratamiento, un equipo español encabezado por Óscar Millet del Laboratorio de Proteínas y Enfermedades Congénitas de Vizcaya ha conseguido probar en humanos el uso de una proteína correctora.

### Protoporfiria eritropoyética (PPE)
Está causada por un déficit de la enzima ferroquelatasa en el último paso de la formación del grupo hemo. La herencia tiene carácter autosómico dominante, aunque la transmisión parece seguir un patrón más complejo. Es más frecuente que la PEC, con una prevalencia entre 1/75 000 y 1/200 000. Se conocen más de 50 mutaciones del gen. La protoporfirina se acumula en la médula ósea, glóbulos rojos y, en grado muy variable, en el hígado. Se manifiesta con sensibilidad a la luz solar. La exposición a ella produce, de forma brusca, comezón y enrojecimiento de la piel, que pueden remitir en horas (12-24 h —horas—, por regla general). Como suele iniciarse en la infancia, el signo que puede alertar a los padres es que el niño se vuelva irritable o presente dichos síntomas dérmicos bruscos, después de estar expuestos al sol. La formación de ampollas y cicatrices es menos común que en los otros tipos de porfirias cutáneas (CPH, PV, PCT y PEC). Las reiteradas exposiciones a la luz y las lesiones consecuentes pueden producir un aspecto envejecido de la piel, más acusado en nudillos y zonas malares de la cara. De producirse anemia, esta es siempre leve o moderada. El riesgo de desarrollar una hepatopatía es muy bajo (1 %), pero al igual que en la PV se debe vigilar la posible formación de cálculos biliares favorecidos por la gran eliminación de porfirinas por esta ruta.

## Diagnóstico
La muy baja prevalencia que suelen tener estas enfermedades y el cuadro clínico, a veces complejo y confuso, que presentan algunos tipos de porfirias, dificultan la sospecha del diagnóstico. Es frecuente un retraso del diagnóstico de meses, e incluso, años. El diagnóstico y tipificación de una porfiria se consigue mediante una adecuada complementación entre la sintomatología clínica y la detección de anomalías específicas del metabolismo del hemo. Hay signos que pueden orientar hacia la presunción de una posible enfermedad porfírica, como orina con una coloración rojiza o de vino tinto, que puede sugerir la existencia de una enfermedad metabólica (como es una porfiria), una enfermedad hepática o biliar (coluria) o la presencia de sangre (hematuria). Si se agita una orina de ese color rojizo, la tonalidad amarillenta de la espuma formada hará pensar en coluria (presencia de pigmentos biliares), mientras que la espuma blanca hará sospechar de la existencia de sangre (hematuria) o de exceso de porfirinas.
Sin embargo, la ausencia de dicha coloración no excluye el diagnóstico. La orina rojo oscuro que mancha el pañal del bebé puede ser signo de una porfiria eritropoyética congénita o porfiria mutilante de Günther. Los pacientes con porfirias agudas (o mixtas) que eliminan cantidades excesivas de porfobilinógeno (PBG) suelen exhibir orinas cuya coloración se va progresivamente oscureciendo al cabo de unas horas sobre todo si se las expone a la luz. Este rasgo es muy conocido pero de escasa importancia.
Los síntomas de las crisis porfíricas pueden ser muy variados pero el médico debe pensar en las mismas ante todo cuadro de dolor abdominal no filiado o de origen desconocido, sobre todo cuando afecta a mujeres jóvenes. El dolor con frecuencia se extiende a zonas lumbares («riñones») o a muslos, y suele acompañarse de estreñimiento, vómitos y marcada ansiedad. Resulta comprensible que en ocasiones se haya llegado al diagnóstico erróneo de apendicitis, anexitis o cólico nefrítico. Si en la familia hay o hubo algún caso de porfiria, la aparición de estos síntomas en algún nuevo miembro familiar, debe ser motivo de alerta, y se ha de indicar al médico el antecedente para que pueda actuar con la máxima celeridad y eficacia. Por ello, y para evitar errores, es especialmente importante que el paciente ya diagnosticado lleve una pulsera o colgante de «alerta médica» en la que se indique su enfermedad.
Para diagnosticar cada tipo de porfiria se han desarrollado distintas técnicas de laboratorio y por lo general, se realizan en orina, sangre y heces. La Iniciativa Europea para la Porfiria (EPI) informa en su web sobre hospitales, laboratorios y médicos expertos en cada país comunitario. En la crisis aguda la eliminación urinaria de precursores PBG (porfobilinógeno) y ALA (ácido-delta-aminolevulínico) siempre es elevada, si bien puede disminuir o incluso normalizarse en los períodos asintomáticos. La presencia de cantidades anormalmente elevadas de PBG en orina es fácilmente demostrable mediante el sencillo test de Hoesch. Un test negativo prácticamente descarta que un dolor abdominal sea debido a una crisis porfírica. Obviamente, los estudios bioquímicos más completos permitirán tipificar la variedad de porfiria que dio lugar a la crisis. En las porfirias mixtas, PV y CPH, las porfirinas fecales están notablemente elevadas. Los estudios enzimáticos y genéticos confirmarán el diagnóstico.
Ante un cuadro de fotosensibilización cutánea hay que determinar si el origen de las lesiones dérmicas está en un acúmulo de porfirinas en el plasma. Dicha presencia es fácil y rápidamente detectable mediante el barrido fluorimétrico (las porfirinas son compuestos fluorescente bajo la luz UV; esta característica física las hace fácilmente reconocibles).
Será necesario añadir otros estudios para discriminar cada tipo de porfiria. Es muy importante la confirmación del diagnóstico mediante la aplicación de técnicas más sofisticadas como la medición de la actividad enzimática y los estudios genéticos que permiten identificar las diversas mutaciones responsables de las diferentes variedades de porfiria. Las mutaciones responsables de cualquier tipo de porfiria son extremadamente heterogéneas. Una vez identificada la mutación en un paciente es posible realizar un seguimiento de la transmisión de la mutación mediante el estudio del ADN de las familias para diagnosticar a los portadores asintomáticos (los que aún no han desarrollado la enfermedad, aunque pueden transmitirla). Un estudio familiar de los portadores es imprescindible en la prevención de la crisis aguda en las porfirias hepáticas graves o en el consejo genético de las porfirias eritropoyéticas más severas.

## La crisis aguda
La crisis aguda está provocada por situaciones que provocan un aumento de la demanda del grupo hemo en el organismo (determinados fármacos, estrés emocional, menstruación, ayuno, periodos postoperatorios, procesos intercurrentes, sustancias químicas del tabaco, etc). La combinación, por un lado, del aumento en la actividad del ALA sintetasa y, por otro, el bloqueo enzimático, dan como resultado una sobreproducción y acumulación de ALA y PBG en los fluidos biológicos; su relación con los síntomas clínicos del ataque agudo todavía permanecen desconocidos. Se caracteriza por una serie de manifestaciones neuroviscerales o neuropsíquicas. Es un síndrome clínico de alto riesgo si no se establece el diagnóstico en las fases iniciales. El cuadro clínico suele ser confuso (a la porfiria aguda se le ha adjetivado como “simuladora”).

## Signos y síntomas
Los signos y síntomas son consecuencia de una disfunción global del sistema nervioso:
- Autónomo: dolor abdominal, náuseas, vómitos, estreñimiento, íleo, hipertensión, taquicardias, sudoración.
- Periférico: neuropatía sensitiva y motora, que en los casos más graves pueden afectar a la musculatura respiratoria.
- Central: ansiedad, confusión, insomnio, alucinaciones, agitación, convulsiones, depresión, e incluso la alteración de la hormona antidiurética.

Se podría decir que hay síntomas «marcadores». La mayoría de las crisis comienzan con dolor abdominal con posible irradiación a espalda y muslos, y un estado peculiar de gran ansiedad. Suelen requerir hospitalización y la instauración inmediata del tratamiento (específico, mediante la administración de arginato de hemina y sobrecarga de glucosa; y sintomático, especialmente, para el dolor).

## Factores desencadenantes
La crisis o ataque puede ser provocado por múltiples factores. El desencadenamiento más común es el uso de fármacos (medicamentos y anestesias) probados o potencialmente «porfirinogénicos» (es decir, capaces de provocar el mecanismo inductor de la crisis). Los más frecuentes relacionados con el desencadenamiento del ataque agudo son:
- Barbitúricos - Glutetimida - Primidona
- Carbamazepina - Alfametildopa - Pirazolonas
- Carisoprodol - Metriprilona - Piracinamida
- Ergotaminas - Meprobamato - Progestágenos
- Hidantoínas - Pentazocina - Succinimidas
- Griseofulvina - Sulfonamidas

Existen muchísimos medicamentos peligrosos para los pacientes predispuestos a estos ataques. Algunos expertos advierten sobre la contraindicación de la lidocaína como anestésico local y recomiendan el uso de la procaína (en caso de operación dental). Otros, en cambio, no comparten este criterio y estiman que no hay que observar un cuidado especial al respecto. Además del uso de fármacos contraindicados, existen otros factores desencadenantes: cambios hormonales (ciclo menstrual —el embarazo supone hoy menos riesgo del que se temía—) ayuno (dietas hipocalóricas, etc.) alcohol, infecciones, estrés, tabaco (existe esta hipótesis).

## Riesgos y complicaciones
Un retraso importante del diagnóstico o la no instauración inmediata del tratamiento comporta un riesgo importante de que se presenten complicaciones neurológicas que pueden llegar a ser graves.
Dicho riesgo podría provenir de tres vías: Una cirugía exploratoria (abdominal) utilizando anestésicos especialmente contraindicados como el pentotal; un diagnóstico psiquiátrico abusivo (hipocondría, histrionismo, etc.); tratamiento inapropiados (analgésicos, por ejemplo) o cualquier situación que implique la utilización de medicamentos inductores («porfirinogénicos»). La evolución de la crisis severa es impredecible. Las complicaciones más graves son la parálisis respiratoria y la parálisis motora que comporta secuelas importantes de remisión, generalmente, lenta. De ahí la importancia que tienen una actuación médica adecuada y que el paciente y la familia estén bien informados de los factores de prevención.

## Tratamiento de las porfirias

### Porfirias agudas[7]
Como se ha indicado, el ataque agudo es una urgencia médica y requiere tratamiento hospitalario. La evolución espontánea de la crisis o ataque es generalmente bueno si se previene con un tratamiento precoz adecuado o se trata en cuanto aparecen los primeros síntomas. El tratamiento es delicado y se basa en la siguiente tríada:
- Infusión venosa de altas dosis de glucosa. Los carbohidratos reprimen la actividad de la ALA-sintetasa, aunque sus efectos son lentos y no todos los pacientes responden favorablemente.
- Infusión de grupo hemo en vía central. La moderna preparación de hemo exógeno (arginato) es sin duda más eficaz que la glucosa. Permite la corrección del déficit de hemo y regula la actividad de la ALA-sintetasa. Ha de prescribirse precozmente (3-4 mg/kg/día durante cuatro días consecutivos).
- Administración de betabloqueantes (o beta bloqueadores), como el propranolol, capaces de frenar la hiperactividad simpática.

La variada sintomatología que acompaña a la crisis o ataque (dolor, ansiedad, agitación, vómitos, etc.) se puede y se debe tratar, administrando siempre medicamentos seguros. Es importante la vigilancia y corrección de los trastornos electrolíticos. La hiponatremia debe tener atención especial. Como profilaxis de las crisis frecuentes que sufren muchos pacientes en clara relación con el ciclo menstrual, se ha probado la inducción de una menopausia yatrogénica y el uso de contraceptivos orales con bajas dosis de estrógenos y progestágenos (en teoría contraindicados, por ser porfirinogénicos) aunque esto resulta siempre arriesgado y debe ser estudiado el caso individual y ser prescrito por el médico experto en porfiria (o con su asesoramiento).
Cimetidina
También se ha informado que la cimetidina es eficaz para la crisis porfírica aguda y posiblemente eficaz para la profilaxis a largo plazo.

### Porfirias no agudas
La inexistencia de crisis porfírica de tipo agudo hace que en estas porfirias no haya que tener especial precaución con los fármacos desencadenantes, a excepción de la PCT o porfiria hepatocutanea tarda.
- En la PCT (porfiria hepatocutanea tarda) se debe atender y tratar una posible hepatopatía. No es de extrañar la persistencia de transaminasas elevadas. Con frecuencia los pacientes presentan infección por virus de la hepatitis C que responde mal al tratamiento con interferón. El tratamiento habitual y básico consiste en flebotomías (sangrías) repetidas o la administración prolongada de dosis mínimas de cloroquina, que es un antipalúdico. Las sangrías son necesarias para disminuir la sobrecarga férrica. La pauta es primero semanal y, posteriormente, quincenal y mensual. Si no hay complicaciones, es frecuente la remisión al año, aproximadamente. El cuadro de fotodermatosis en áreas expuestas a la luz solar debe prevenirse o tratarse. La ingesta de alcohol está absolutamente contraindicada. En la mujer, la PCT suele ser precipitada por el empleo de la píldora anticonceptiva por lo que el tratamiento hormonal sustitutorio tan usado en la menopausia ha de valorarse con sumo cuidado. La diabetes mellitus asociada a algunos casos, merece atención especial. Ante tal asociación debe estudiarse el metabolismo del hierro. El tratamiento de la PCT en pacientes con insuficiencia renal crónica y sometidos a diálisis, es complicado. El uso de eritropoyetina (rEPO) es muy prometedor. La administración de vitamina E (alfa-tocoferol) en el tratamiento de la PCT es de dudosa eficacia.
- En la PEC (porfiria eritropoyética congénita) el tratamiento profiláctico consiste en la estricta protección de los enfermos a la luz solar y medidas semejantes a las expuestas en el caso de las porfirias cutáneas. Se ha aconsejado la administración de beta-carotenos, que en ningún caso es perjudicial. El tratamiento de la PEC es difícil y de resultados poco alentadores. Se han ensayado, con diverso resultado, las transfusiones, la administración oral y prolongada de carbón activado (que absorbe las porfirinas intestinales impidiendo la presunta circulación enterohepática y facilitando la eliminación). El trasplante de médula ósea ha sido realizado con éxito en casos aislados. La terapia génica se considera hoy una esperanza real y no muy lejana.
- En la PPE (protoporfiria eritropoyética) se deben tratar los cuadros de fotosensibilidad cutánea. Con frecuencia se recomienda el uso terapéutico de beta-carotenos para reducir la fotosensibilidad. La profilaxis de la hepatopatía se basa en evitar el acúmulo hepático de protoporfirina, para lo que se ha propuesto el uso de ácidos biliares. Al igual que en la porfiria de Günther, la terapia génica podría ser eficaz y posible, en un futuro próximo. Para todas las porfirias y casos, es muy importante que el tratamiento sea prescrito o aconsejado por un médico experto, y que los pacientes nunca se automediquen, por los riesgos que implica.

## Anemias y otros estados carenciales
En algunos casos y tipos de porfiria no es de extrañar la aparición de anemia por alteraciones en el metabolismo del hierro y del grupo hemo.
- En la PAI, y otras porfirias agudas, es posible observar un cierto grado de anemia en el seno de las crisis. Para no estimular aún más la síntesis de porfirinas se debe tratar con decisión el frecuente déficit de hierro. La determinación de ferritina sérica ayuda a valorar el estado de los depósitos férricos del organismo. En general, la anemia en estas porfirias suele ser leve o moderada. Respecto a la porfirias eritropoyéticas, en la PPE apenas suele haber anemia y, si la hay, es leve o moderada, microcítica e hipocrómica con concentración disminuida de hemoglobina. Se ha usado el hierro de manera profiláctica y para evitar la hepatopatía.
- En la PEC, o porfiria de Günther, se puede presentar una anemia hemolítica que incluso puede precisar esplenectomía. Las transfusiones han sido utilizadas no solo como medida terapéutica para combatir la anemia, sino también como intento de frenar la hiperproducción de porfirinas.
- En las porfirias agudas, especialmente la PAI, es frecuente encontrar otros estados carenciales que deben ser tratados y corregidos, como la hipomagnesemia y la hiponatremia.

Otros déficits menos frecuentes podrían ser consecuencia de las crisis agudas recurrentes y una mayor demanda del metabolismo (de ácido fólico y vitamina B12). Tratarlos podría mejorar ciertos síntomas del cuadro neurológico.

## Prevención
En todas las porfirias los pilares de la prevención son:
- Un diagnóstico confirmado de la enfermedad o conocer que se es portador asintomático.
- La información debería ser facilitada por el médico al paciente y la familia.

Ante una duda (medicamentos, anestesia, etc.) o situación (un nuevo síntoma, cambios en la evolución, etc.) que requiera mayor información, el paciente o la familia debería optar por la consulta al médico experto, con preferencia a otras fuentes. No obstante, si se consultan (en internet, por ejemplo), éstas deben ser fuentes contrastadas. Para ello, se puede solicitar asesoramiento de la Asociación o la Federación. En todo caso, la información así obtenida debe tener carácter orientativo y nunca ser sustitutiva de la opinión autorizada del médico. En las porfirias agudas, una buena información es de suma importancia. Conocer los factores desencadenantes de la crisis aguda y seguir las medidas oportunas ayuda a los pacientes a evitarla, en lo posible, y a los portadores sintomáticos a no desarrollar la enfermedad. Hay unas pautas que pueden ser de gran utilidad en determinadas ocasiones y circunstancias (desplazamientos, visita a un nuevo médico, urgencia médica, accidente con pérdida de conciencia, etc) que se indican a continuación:
- Llevar consigo el listado actualizado de fármacos que el médico debe proporcionarle.
- Igualmente, una tarjeta o placa, con una alerta médica que indique el tipo de porfiria que se padece.

Respecto a las porfirias que cursan con fotosensiblidad, la base de la prevención está en evitar la exposición a la acción del sol y prestar atención al cuidado de la piel. Se aconseja el uso de sombreros, guantes (de algodón o lino en verano) y prendas de vestir adecuadas que protejan las zonas de mayor fragilidad. En caso de fotosensibilidad ocular (fotofobia) se aconseja el uso de filtros especiales con las lentes. En verano deberán usarse gafas de sol de calidad contrastada. La colocación de filtros o plásticos amarillos en los cristales de los coches o ventanas resultan muy convenientes como profilaxis, principalmente en la porfiria de Günther, si bien se aconseja también para otras porfirias y casos que lo requieran, o circunstancias tales como que el paciente trabaje expuesto al sol, en cabinas de vehículos, etc. En la porfiria de Günther se recomienda el uso de lámparas incandescentes en lugar de tubos fluorescentes.
La práctica de ejercicio o deporte —sea o no de competición— debe estar sujeta al criterio del médico. En los casos en que se permita, se aconseja extremar las medidas de protección (cremas, prendas de vestir, etc.) si se hace al aire libre.
Para la higiene personal se recomienda el uso de productos con pH neutro. Las cremas protectoras deben utilizarse en todas las estaciones del año y tener un factor de protección alto (mejor de efecto «pantalla total», con dióxido de titanio u óxido de zinc, que protegen de las radiaciones con longitud de onda de 380 a 650 nm —nanómetros—) si bien no siempre, ni en todos los casos, son suficientes en la prevención de las lesiones dérmicas, sobre todo en las porfirias más severas. Cuando existen lesiones (ampollas serosas, grietas y heridas exudativas, zonas infectadas, etc.) en las curaciones en el domicilio se puede aconsejar la utilización de productos (apósitos, por ejemplo) no adherentes. La evolución del cuadro dérmico y el tratamiento deben ser siempre seguidos y propuestos por el dermatólogo. Los padres y familiares de un niño porfírico tienen un papel importante en la prevención, dándole información proporcionada a su edad y ayudándole a conseguir hábitos adecuados a su condición, conforme a las prácticas profilácticas. En conclusión, estar bien informado es la base de la prevención y, en muchos casos, de una mejor evolución de la enfermedad. Evitar el riesgo forma parte del tratamiento.